# Maldane monilata
Maldane monilata är en ringmaskart som beskrevs av Fauchald 1972. Maldane monilata ingår i släktet Maldane och familjen Maldanidae. Inga underarter finns listade i Catalogue of Life.